# Paranormal Witness
Paranormal Witness es un programa documental estadounidense de la cadena Syfy en el que entrevistan a gente que aseguran haber vivido un fenómeno paranormal mientras se emite un reportaje dramatizado en el que se cuentan varios sucesos. El 7 de septiembre de 2011 se estrenó el primer programa.
Tras ser una de las series más seguidas por la audiencia, la productora decidió renovar Paranormal Witness para una segunda temporada dividida en 12 episodios y una tercera de 20 en agosto de 2012 y junio de 2013 respectivamente.
En España fue emitido por el canal Xplora hasta 2014, en 2015 por Mega y en 2018 por el canal Ten.